# 烏龍巡警
《烏龍巡警》（英語：Super Troopers）是一部2001年美國喜劇片，由破碎蜥蜴的傑伊·錢德拉薩卡執導並與其餘成員凱文·赫夫南、史蒂夫·雷米、保羅·索德、艾瑞克·史托漢斯克共同撰寫劇本，他們也和布萊恩·考克斯、瑪莉莎·寇蘭及丹尼爾·馮·巴根擔任主演。劇情講述一支熱衷於惡作劇、摸魚的佛蒙特州警隊企圖挽回自己的工作，同時贏過當地警局。
該片2001年1月19日登上日舞影展舉行首映，並由福斯探照燈影業定檔2002年2月15日美國上映。《烏龍巡警》在影評界獲得負面居多的評價，但觀眾則受到了廣大的歡迎，之後更獲得了邪典電影的地位；該片僅以300萬美元的成本而在全球取得超過2320萬美元的票房。續集《烏龍巡警2》於2018年推出。

## 劇情
在美國佛蒙特州的虛構小鎮史普貝瑞（Spurbury）上，五名佛蒙特州警隊成員在高速公路的50英里區域巡邏。當警官索恩和新人兔子正在教訓一群吸食大麻的大學男學生時，他們突然碰上了一名瘋狂駕駛，但最後發現對方是他們的同事麥克在惡作劇。回到警局後，他們因沒逮捕那群大學生而遭到的長官約翰·奧哈根隊長痛罵，並警告他們州警部隊站可能會被關閉。他們還惡搞了被停職的無線電操作員法瓦。在調查一輛沃倫貝格的露營車時，州警們發現一名有著猴子紋身的女子因藥物過量而死，同時也和史普貝瑞當地的員警發生衝突。
當州警福斯特和麥克攔下一輛迴避秤重站的卡車後，他們被鎖在貨櫃中，而司機卻自行逃跑。直到索尼與兔子救了兩人後，他們發現貨物中有許多包著大麻的肥皂且上頭有著和女死者紋身相同的猴子圖樣貼紙。福斯特開始與史普貝瑞員警烏蘇拉建立關係，並發現藏在被扣押的沃倫貝格車輛中的大麻，上頭也有相同的猴子貼紙。法瓦回歸部隊後改和索恩搭檔。在一家餐館中，法瓦襲擊收銀員，以報復他被搓洞的飲料杯；這使他被史普貝瑞員警逮捕，且在那被葛瑞德警長提供工作機會，以換取關於毒品調查的訊息，但法瓦很快地拒絕。隨後，法瓦被歐赫根上尉譴責和訓斥。
佛蒙特州州長前往史普貝瑞參加關於毒品打擊的新聞發表會。得知史普貝瑞員警會參加發表會後，索尼和福斯特闖入史普貝瑞警局偷竊沃倫貝格露營車來將其大麻作為證據。在新聞發表會上，葛瑞德警長聲稱，是他們成功發現這些大麻。福斯特認為是烏蘇拉向她的長官透露了大麻的位置以換取升官。由於失去了這次的機會，州警們確信部隊站會被關閉。
同時，州警們發現法瓦穿著史普貝瑞警局的制服，而讓福斯特得知原來供出大麻的位置的叛徒就是他，而非烏蘇拉。包括歐赫根上尉在內的州警們將法瓦綁在廁所中，且一行人酗醉地破壞了葛瑞德警長家的院子。烏蘇拉願意向他們提供協助，並指引他們找到那輛毒品卡車。這時，法瓦現身用槍指著他們，但最後州警們說服他幫助他們追捕毒販，並跟隨卡車到一架小飛機旁。州警們看到葛瑞德警長和手下的員警們正與毒販一起工作後，在車上放著法瓦的性愛娃娃以分散了史普貝瑞員警們的注意力，這足以趁機擊敗並逮捕他們。事後，州長給奧哈根隊長發了一封信，以感謝他的努力，但也告訴他們其部隊站仍將關閉。三個月後，索恩和兔子正在為青少年（由先前吸食大麻的三名大學生主辦）舉辦的派對提供啤酒。當大學生們開始惡搞他們時，他們透露他們是臥底警察，州警們在打擊完毒品後接管了史普貝瑞警局。
在片尾的一段行車紀錄器影片中透露，法瓦以前在攔檢一輛校車時被車上的學生們捉弄，這即是他被調成無線電操作員的原因。

## 演員

### 佛蒙特州警
- 傑伊·錢德拉薩卡（英语：Jay Chandrasekhar）飾演艾爾喬特·「索恩」·雷馬索恩州警（Trooper Arcot "Thorny" Ramathorn）：資深州警，部隊的次要領導人。
- 保羅·索德（英语：Paul Soter）飾演卡特·福斯特州警（Trooper Carl Foster）：州警部隊中最冷靜和保守的成員。
- 史蒂夫·雷米（英语：Steve Lemme）飾演麥克英泰爾·「麥克」·沃馬克（Trooper MacIntyre "Mac" Womack）：州警部隊中最喜歡惡作劇的成員。
- 艾瑞克·史托漢斯克（英语：Erik Stolhanske）飾演羅比·「兔子」·羅托州警（Trooper Robbie "Rabbit" Roto）：州警部隊中的新人成員。
- 凱文·赫夫南（英语：Kevin Heffernan (actor)）飾演羅尼·「羅德」·法瓦州警（Trooper Rodney "Rod" Farva）：聒噪的州警成員，因一次攔檢而被調成無線電操作員。
- 布萊恩·考克斯飾演約翰·奧哈根隊長（Captain John O'Hagen）：州警部隊的指揮官。

### 史普貝瑞警局
- 丹尼爾·馮·巴根（英语：Daniel von Bargen）飾演布魯斯·葛瑞德警長（Police Chief Bruce Grady）：自大的警察局局長。
- 瑪莉莎·寇蘭（英语：Marisa Coughlan）飾演烏蘇拉·漢森員警（Officer Ursula Hanson）：警局中未被充分認可的簽派員。

### 其他角色
- 安德·維普利斯（Andre Vippolis）飾演大學生#1
- 喬伊·克恩（英语：Joey Kern）飾演大學生#2
- 傑弗利·阿蘭德（英语：Geoffrey Arend）飾演大學生#3
- 艾美·德露西亞（Amy de Lucia）飾演芭比·雷馬索恩（Bobbi Ramathorn）：索尼的妻子。
- 菲利普·布華尼克麥耶（英语：Philippe Brenninkmeyer）飾演德國男子
- 瑪莉亞·索伯格（Maria Tornberg）飾演德國女子
- 吉米·努南（Jimmy Noonan）飾演法蘭克·蓋瑞克諾庫斯（Frank Galikanokus）：毒品走私團的頭目之一。
- 吉姆·加菲根（英语：Jim Gaffigan）飾演賴瑞·強生（Larry Johnson）：一名超速的駕駛。
- 琳達·卡特飾演潔絲曼（Jessman）：佛蒙特州州長。

## 續集
在透過群眾募資網站Indiegogo取得資金後，續集《烏龍巡警2》2018年4月推出，首集大多原班人馬回歸參與製作。

## 外部連結
- 互联网电影数据库（IMDb）上《烏龍巡警》的资料（英文）
- AllMovie上《烏龍巡警》的资料（英文）
- 爛番茄上《烏龍巡警》的資料（英文）
- Box Office Mojo上《烏龍巡警》的資料（英文）